# Brainwashed
Brainwashed är George Harrison sista studioalbum. Det gavs ut postumt i november 2002, ett år efter Harrisons bortgång i lungcancer. Det var också hans första album sedan 1987 års Cloud Nine, däremellan hade han dock även bland annat spelat in två album med Traveling Wilburys.

## Låtlista
Alla låtar är skrivna av George Harrison där inget annat anges.
1. "Any Road" - 3:52
2. "P2 Vatican Blues (Last Saturday Night)" - 2:39
3. "Pisces Fish" - 4:52
4. "Looking for My Life" - 3:49
5. "Rising Sun" - 5:27
6. "Marwa Blues" - 3:42
  - Instrumentallåt
7. "Stuck Inside a Cloud" - 4:05
8. "Run So Far" - 4:06
  - Låten skrevs ursprungligen till Eric Clapton som spelade in en egen version 1989.
9. "Never Get Over You" - 3:26
10. "Between the Devil and the Deep Blue Sea" (Harold Arlen/Ted Koehler) - 2:35
11. "Rocking Chair in Hawaii" - 3:07
  - En tidig version av denna låt som då hette "Down by the River" spelades in redan i samband med skivan All Things Must Pass.
12. "Brainwashed" - 6:07